# Krzysztof Racinowski
Krzysztof Racinowski (ur. 26 listopada 1932 r. w Krotoszynie, zm. 16 lipca 1993 r.) – polski grafik, typograf, projektant plakatów, ekslibrisów i znaczków pocztowych.
Urodził się 26 listopada 1932 r. w Krotoszynie. Współpracował m.in. z wydawnictwami PIW, PWN, WAiF, Wydawnictwem Sejmowym, a także z wydawnictwami drugiego obiegu (Krąg, Pokolenie, Rytm); autor opracowań typograficznych kilkuset książek, m.in.: serii Klasycy historiografii, Zamki polskie (1974 r.), Żydzi polscy (1982 r.), Sztuka i książka (1986 r.), a także projektant plakatów, ekslibrisów i znaczków pocztowych. Autor podręcznika Liternictwo (1965 r.) i redaktor książki Współczesne polskie drukarstwo i grafika książki (1982 r.).
Działacz Polskiego Towarzystwa Wydawców Książek; współorganizator i przewodniczący jury konkursów PTWK na najpiękniejszą książkę roku w latach 1973–1974, 1988–1992, a także laureat indywidualnej nagrody PTWK.
Zmarł 16 lipca 1993 r.